# Mihail Magiari
Mihail Magiari (n. 14 mai 1901, Salonic, Imperiul Otoman – d. 4 noiembrie 1983, București, România) a fost un avocat macedo-român, licențiat în drept și științe economice, proprietar de terenuri, antreprenor, cunoscut mai ales ca traducător din limba bulgară, membru titular al Uniunii Scriitorilor din România.

## Biografie

### Familie, rădăcini
Mihail Magiari se trage dintr-o familie înstărită de iscusiți antreprenori macedo-români. S-a născut în Salonic, Grecia, la 14 mai 1901, ca fiu al lui Ion Magiari, antreprenor de poduri și șosele și Natalia Mara. Bunicul lui după tată, Mihai Magiari, a fost bancher la Salonic și s-a ocupat cu import de produse de sticlă; a murit la o vârstă tânără. Ion și Natalia au avut cinci copii: pe Grigore Magiari, bariton, cântăreț de operă, co-fondator în anul cca 1946 împreună cu George Niculescu Basu, Jean Atanasiu și Vasile Rabega, a companiei de operă din Iași, implicat totodată în educația muzicală liceală prin alcătuirea și editarea împreună cu Nicolae Lungu a manualelor școlare de muzică; Pandora (n. 1983, Perlepe - d. 1970, București, măritată cu Nuși Tulliu, doctor în filologie, colecționar de picturi și cărți valoroase); Marica (n. 1896, Perlepe - d. 1982, București, soția academicianului, filolog, folclorist și numismat Pericle Papahagi); Mihail Magiari (n. 1901, Salonic - d. 1983, București) și Constantin (Cociu) Magiari (n. 1907, Salonic - d. 1927, București).

### În România Mare
În anul 1913, ca urmare a celui de al doilea război balcanic și a anexiunii de către România a județelor Durostor și Caliacra, familia Magiari urmează soarta multor mii de familii aromâne și migrează către nord cu intenția de a se stabili în România, dar fluctuația frontului din primul război mondial o împinge până în Ecaterinograd, în Rusia.
Sfârșitul războiului găsește familia Magiari în Silistra, unde Mihail, care absolvise cursurile de drept și știinte economice, deschide un birou de avocatură. Curând urmează recunoașterea unui bun renume profesional, o activitate politică ce-i aduce funcția de prefect al Județului Durostor în timpul guvernării lui Octavian Goga și o însemnată activitate latifundiară. Achiziționează sute de hectare pe care cultivă cereale și mai ales bumbac, dar în 1940 tratatul de la Craiova îl obligă să părăsească totul fără recompensă și să se refugieze împreună cu familia la București.
În anul 1942, preia administrarea morii statului din Piatra Neamț, care aproviziona întregul județ și la scurtă vreme după aceea deschide o întreprindere de prelucrare a lemnului adus cu plutele din munții Bicazului și un depozit de desfacerea lemnului și a materialelor de construcție în București. Se implică total în viața orașului Piatra Neamț și în același an, 1942, înființează ziarul local Ceahlăul care își continuă activitatea și în prezent.
În vara anului 1944, datorită avansării frontului sovietic, părăsește în ultima clipă orașul Piatra Neamț și împreună cu un mic grup de intelectuali locali străbate pe jos Carpații Orientali înfruntând de nenumărate ori vrăjmășia armatei cotropitoare. După 10 zile și peste 300 de kilometri parcurși cu piciorul ajunge la Ploiești unde este ajutat de un mecanic de locomotivă să ajungă în București.

### Anii comunismului în România
Urmează ani grei, în care clocotitoarea lui activitate de până atunci este considerată incompatibilă cu noile viziuni sociale ale prezentului și rând pe rând i se interzice orice participare efectivă la activitatea politică sau economică a țării. Găsește totuși energia necesară ca în anul 1947 să susțină teza de doctor în drept și știinte economice cu un subiect legat de lucrarea lui Karl Marx, Capitalul.

### Traducător
De aici încolo viața lui continuă în privațiune financiară până în ziua când pluralitatea lui intelectuală îl orientează către o activitate literară. Calitatea traducerilor din limba bulgară îi conferă de la început locul de membru al Fondului Literar și nu după multă vreme pe acela de membru al Uniunii Scriitorilor în cadrul căreia activează până în ultima zi a vieții. Se stinge datorită unui accident și lasă în urmă o credincioasă soție, Elena născută Ghiuzeli, care i-a fost alături cu devotament și cu întregul ei sprijin peste 50 de ani de viață și pe cei doi copii, George, absolvent al Institutului de Zootehnie și Medicină Veterinară și Mariana, eminent medic cardiolog, ambii rezidenți în California.
Mihail Magiari a fost omul care s-a bucurat de o largă deschidere intelectuală, de o educație multi-direcțională, o cultură plurivalentă, o inepuizabilă energie, un temperament flamboiant și o viziune curajoasă. Extrem de generos, cu un suflet larg, a fost iubit și apreciat de colegii de breaslă, de rude și prieteni, și a fost un adevarat stâlp pentru familia lui.

## Activitatea de avocat și politician
La Silistra, Cadrilater, unde a locuit până la cedarea Cadrilaterului în anul 1940, Mihail Magiari, pe lângă profesarea avocaturii, a deținut și funcția de prefect al Județului Durostor în timpul guvernării lui Octavian Goga.
La 28 noiembrie 1930 are loc la Bazargic, Cadrilater, Congresul Partidului Național Liberal sub președinția lui Gheorghe (George) I. Brătianu, la care au participat în masă macedo-românii stabiliți în acea regiune a Regatului României. Cu această ocazie, Mihail Magiari, alături de Gheorge Celea și Vasile Zeană, ca reprezentanți ai elitei locale, sunt numiți în biroul de conducere al Organizației Caliacra sub directoratul profesorului Victor Papacostea.

## Activitatea literară

### Traduceri din limba bulgară în limba română
Mihail Magiari a avut o vastă activitate literară in domeniul traducerilor. După 1944, nemaiputând să profeseze ca avocat sub regimul comunist, și pasionat al scrisului, Mihail Magiari se orientează spre domeniul traducerilor din literatura bulgară, dovedindu-se un profund cunoscător al limbii, ceea ce îi câștigă o bine meritată autoritate printe colegii de breaslă. Are meritul de a fi printre cei care au făcut literatura bulgară cunoscută în România. A tradus proză, romane și eseuri; poezii; piese de teatru; și a co-editat un volum de literatură științifico-fantastică bulgară.
Mihail Magiari a popularizat în România, opera multor scriitori bulgari, printre alții numărându-se Dora Gabe, Bogumil Rainov, Anton Doncev, Iordan Radicikov, I. Argentiski, și alții. Unele din traducerile sale au fost prezentate ca piese de teatru la radio și s-au jucat pe scena teatrelor românești. Mihail Magiari a fost prezent în antologii din lirica bulgară cu tălmăciri din poeți ca Pancio Slavecikov (trubadur al Balcanilor, însemnat poet bulgar), Nicola Yonkov Vaptsarov (poet comunist, revolutionar), Elisaveta Bagreana (laureată a Premiului Nobel), și mulți alții, ceea ce a constituit o participare fructuasă la procesul de cunoaștere și de prețuire a valorilor literare din țara vecină cu România. La unele din traducerile sale Mihail Magiari a adăugat o iscusită prefață și uneori și un tablou cronologic.
La plecarea din viață a lui Mihail Magiari Uniunea Scriitorilor din România a publicat un necrolog prin care marchează pierderea a unui bun specialist din domeniul literaturii de traduceri.

### Listă de lucrări traduse din limba bulgară
Printre lucrările traduse din limba bulgară de Mihail Magiari se numără:
- Diverși autori, Enigma Văii Albe (Povestiri științifico-fantastice bulgare), Editura Tineretului, București, 1967, tradusă și editată în colaborare cu Victor Kernbach.
- Doncev, Anton, Vremuri de răscruce, roman istoric, Editura Minerva, București, 1971 - cu o prefață de Mihail Magiari.
- Gabe, Dora. Vișinul înflorit: Scurte povestiri pentru copii, Editura Tineretului, București, 1968 – cu o prefață de Mihail Magiari.
- Godo, Sabri, Skanderbeg, volumele I și II, roman istoric, Editura: Minerva, București, 1981.
- Pavlov, Nikolai, Ancora rămâne în adânc", Editura Militară, București, 1977.
- Doncev, Anton, Vremuri de răscruce, roman istoric, Editura Minerva, 1971 - cu prefață și tablou cronologic de Mihail Magiari.
- Radicikov, Iordan, Desene pe stînci: Nuvele și povestiri, Editura Univers, București, 1978 - cu prefață și tablou cronologic de Mihail Magiari
- Rainov, Bogumil, Marea plictiseală, roman, Editura Univers, Tipografia Combinatul poligrafic Casa Scînteii, București, 1980.

### Piese de teatru jucate pe scena teatrelor din România
Danovschi, Boian și Slavinski, Pitar, „Tainele Târgului”, piesă tradusă din limba bulgară de Mihail Magiari, jucată la:
- Teatrul „Sică Alexandrescu” din Brașov, regizor Sică Alexandrescu, 1971.[5]
- Teatrul Național „Lucian Blaga” din Cluj, regia lui Rodica Ghimuș Radu, 1982[6]

### Culegere de basme aromânești
- Pericle Papahagi, „Vânătorul cel viteaz și Frumoasa Pământului”, transpunere în daco-română și editată de Mihail Magiari, Editura Minerva, București, 1977.